# Orde d'Uixakov
L'Orde d'Uixakov (rus: Орден Ушакова, transliterat Orden Uixakova) és un orde soviètic, creat per Stalin el 3 de març de 1944, mitjançant decret del Soviet Suprem de la Unió Soviètica i establert en honor de Fiódor Fiódorovitx Uixakov, l'almirall rus més il·lustre del segle xviii. Consisteix en 2 classes (1a i 2a classe), sent la 1a classe el grau superior, i els estatuts van ser modificats mitjançant decrets de 26 de febrer i 16 de desembre de 1947.
Penja a la dreta del pit, i se situa després de l'Orde de Suvórov del grau que correspongui. Està lligada a la Medalla d'Uixakov
Es va crear (juntament amb l'Orde de Nàkhimov) per compensar la manca de condecoracions exclusives pels oficials navals, mentre que els oficials de terra tenien les ordes de Suvórov, de Kutuzov, de Bogdan Khmelnitski i d'Alexandre Nevski. De fet, seria l'equivalent naval a l'orde de Suvórov. La idea de la creació va ser de l'Almirall Kuznetsov (comandant en Cap de la Flota de Guerra Soviètica) durant l'estiu de 1943.
Després de la desintegració de la Unió Soviètica, Rússia va mantenir l'Orde d'Uixakov com una de les seves més altes condecoracions.

## Requeriments
Atorgada als oficials de la Marina Soviètica per l'èxit en la planificació, execució i suport de les operacions navals que porten a la victòria sobre un enemic superior numèricament, tombar una ofensiva enemiga o assegurar operacions amb èxit i causant seriosos danys a l'enemic.
Reben la 1a classe els oficials de la Flota de Guerra:
- Per l'organització excel·lent i la realització de l'operació contra l'adversari contra l'enemic al mar i a la costa, els èxits assolits en la destrucció de les forces navals enemigues o les seves bases costaneres
- Per les operacions perfectament planejades i realitzades amb èxit al mar sobre les comunicacions de l'enemic, que hagin portat a la destrucció de grans quantitats de naus enemigues
- Per la manifestació d'iniciativa i decisió en la direcció i execució de l'operació contra forces navals enemigues superiors en nombre
- Per la planificació i l'execució d'una gran operació de desembarcament, que ha tingut com a resultat l'acompliment de la missió a la costa enemiga amb pèrdues menors.

Reben la 2a classe els oficials de la Flota de Guerra:
- Per la direcció excel·lent i les accions de combat al mar d'èxit contra forces enemigues superiors
- Per les accions hàbils, impetuoses i valentes contra les bases costaneres enemigues, com a resultat de les quals són destruïdes una gran força enemiga.
- Per les accions d'èxit sobre les comunicacions enemigues, que porten a la destrucció dels seus vaixells importants i els transports, juntament amb superioritat numèrica enemiga.
- Per l'organització i la direcció excel·lent de part de les forces de la flota que participin en un desembarcament
- Per l'execució amb èxit d'una missió de combat, l'organització hàbil i precisa de la interacció de totes les forces i mitjans de la flota en el combat que ha portat a la destrucció de forces importants de l'enemic
- Per la direcció excel·lent del manteniment de les operacions que han portat a grans èxits de combat.

| Orde d'Uixakov                   | Orde d'Uixakov                  | Orde d'Uixakov |
| 1ª Classe                        | 2ª Classe                       |                |
| -------------------------------- | ------------------------------- | -------------- |
| Orde d'Uixakov de primera classe | Orde d'Uixakov de segona classe |                |
| Galó                             |                                 |                |
| Galó de primera classe           | Galó de segona classe           |                |

## Història
En el moment de la seva creació hi hagué certa disputa sobre quina de les dues havia de tenir preeminència en l'escala jeràrquica: mentre que els historiadors gairebé no mencionaven a Fiodor Uixakov, hi havia molta documentació sobre Pavel Nàkhimov, molt conegut pel poble com l'Heroi de la Guerra de Crimea. No obstant això, Kuznetsov preferí a Uixakov, ja que tenia una multitud de victòries navals, però cap derrota i, especialment, havia aconseguit una victòria decisiva contra la flota turca prop del Cap Kaliakra a l'estiu de 1791 que situà a Rússia com a potència naval i ratificà els seus interessos als mars Negre i Mediterrani, construint a més una flota poderosa, així com fortaleses a Crimea.
El projecte va ser realitzat pel cap de la direcció d'organització de mobilització del Comissariat del Poble de la Marina, Capità de 1a B.M. Khomitx. En la seva elaboració també participaren M.A. Xipelevskij i E.A. Berkov. Pels colors de la cinta es van emprar els de la bandera de guerra de la Flota Imperial Russa.
El primer decret per a la concessió de l'orde de 1a classe va ser el 16 de maig de 1944, i es concedia al cap de la Flota de Submarins del Mar Negre, contraalmirall P.I. Boltunov i al comandant de l'aviació de la Flota del Mar Negre, tinent general V.V. Ermatxenkov, per les accions realitzades en l'alliberament de Crimea. La medalla amb el nº1 va ser concedida al vicealmirall Vladímir Tríbuts, comandant de la Flota Bàltica (decret de 22 de juliol de 1944). Pel mateix decret també la van rebre l'almirall I.S. Isakov i el vicealmirall F.S. Oktjabrskij. Entre els receptors hi ha el vicealmirall britànic sir Bertram Ramsay, segons el decret del 4 d'octubre de 1944. La primera concessió de la 2a classe va ser el 10 d'abril de 1944, i va ser concedida al cap de la brigada de Submarins de la Flota del Nord capità de 1a I.A. Kolixkin.
En total, l'Orde d'Uixakov de 1a classe va ser atorgada en 47 vegades (10 concessions de manera col·lectiva), i la 2a classe en 194 (13 col·lectives). Només l'Orde de la Victòria és més estranya de l'Orde d'Uixakov de 1a classe.

## Disseny
La medalla de la 1a classe consisteix en una estrella convexa de 56mm en platí, amb raigs que divergeixen. Al centre hi ha un medalló en esmalt blau, amb la imatge de l'Almirall Uixakov en or. Al damunt hi ha la inscripció "АДМИРАП УШАКОВ " (Almirall Uixakov) en or. Al voltant del medalló hi ha un anell en forma de cable naval en or. Al darrere del medalló hi ha una àncora negra amb la cadena. Sobre les banyes de l'àncora hi ha unes branques de llorer i roure en or, sobre el qual hi ha la falç i el martell.
La medalla de 2a classe difereix de la de 1a, en què l'estrella és d'or, la imatge, la inscripció i la falç i el martell són en plata i desapareixen les branques de llorer i roure.
El galó de és de seda blanca, de 24mm d'ample. La 1a classe té una franja blau cel de 5mm al centre i d'1,5mm als costats. El de la de 2a classe té dues franges blau cel de 5mm als costats, amb una franja blanca d'1,5mm als costats.